# 中华三育研究社
中华三育研究社是20世纪上半叶由基督复临安息日会在中国设立的一所高等教育机构，半工半读。位于江苏省句容市下蜀镇桥头社区。
该校1910年成立于河南省周家口（今周口市），名为道医官话学校。1912年辛亥革命时，迁至南京四条巷，1913年再迁上海，称为三育大学，校址设在上海公共租界东区（杨树浦）的赖霍尔路（1915年改名为宁国路）486弄的基督复临安息日会中华总会。1925年迁往江苏省句容县桥头镇（在南京与镇江之间的沪宁铁路线上）西山，占地七百五十亩。1931年为立案问题改称中华三育研究社。
1937年，中华三育研究社因受战争影响停办，校舍全毁。次年与广州华南三育研究社（中学）在香港沙田合辦，稱中華華南三育研究社，1941年12月太平洋战争發生，又內遷廣東老隆，重庆松堡。1947年返回桥头，重建校园。1948年，中华三育研究社再度南迁九龙清水湾，与广州华南三育研究社合辦，仍稱中華華南三育研究社。1950年返回，改名三育神学院。1951年三育神学院停办，校舍被中共政府接收，改办农校。现为南京财经大学红山学院。
目前中华三育研究社旧址尚存21幢老建筑，2007年，中华三育研究社旧址被列为第七批镇江市文物保护单位。